# Doktorka Plyšáková
Doktorka Plyšáková (v anglickém originále Doc McStuffins) je americko-irský televizní seriál pro děti, vysílaný od roku 2012 na stanicích Disney Channel a Disney Junior.

## Popis

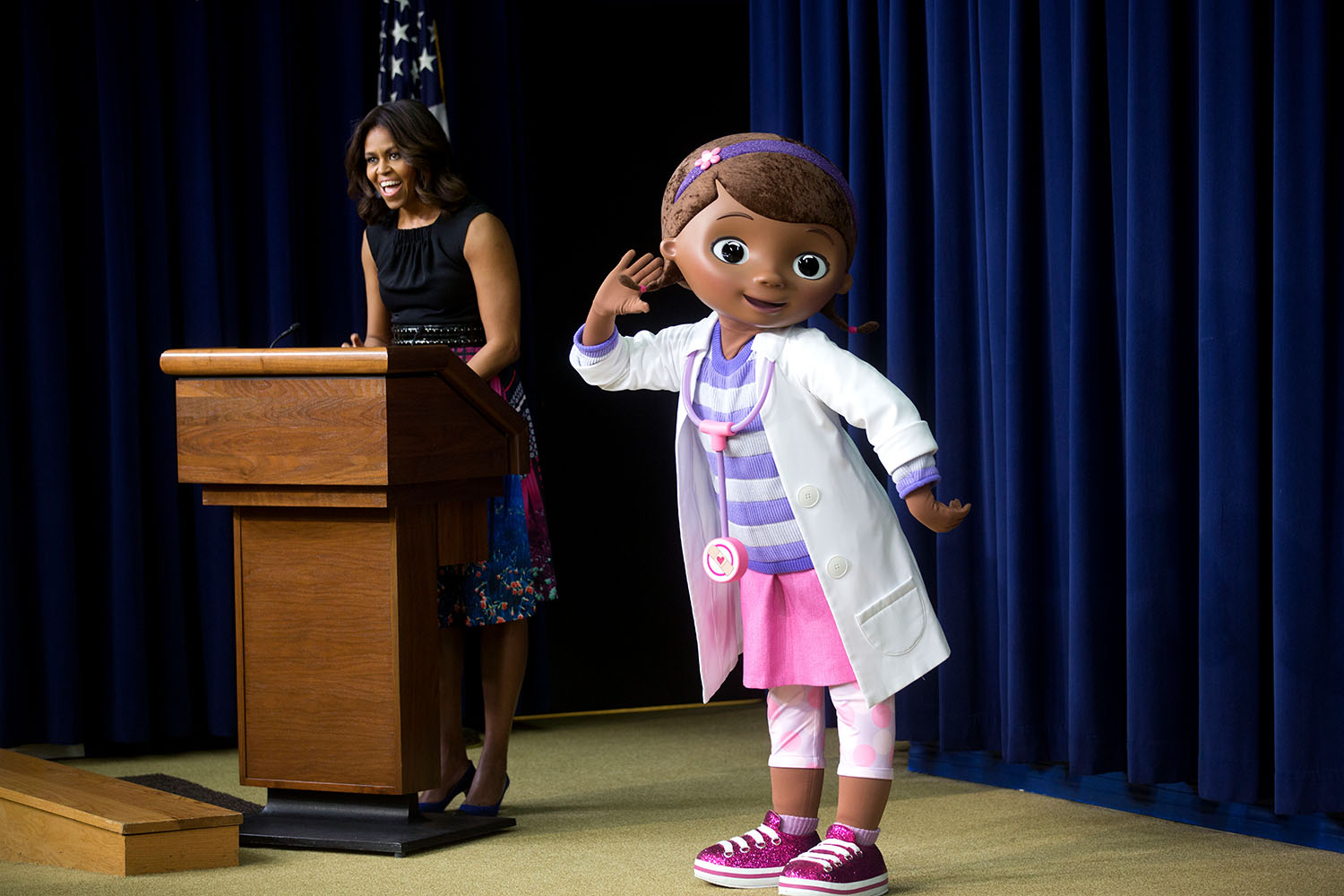
Michelle Obamová s doktorkou Plyšákovou (2014)

Premiérově se vysílal 23. března 2012 na kanálech Disney Channel a Disney Junior. Seriál vypráví o šestileté, později i víceleté dívce jménem Dottie Plyšáková, která si každý den hraje na lékařku, kterou se touží stát, a spolu se svými přáteli-hračkami pomáhá hračkám rozbitým. Seriál doprovází písně Kay Hanleyho a Michelle Lewis.
Seriál získal kladné kritiky díky své koncepci, hlavní hrdince i zobrazování Afroameričanů.

## Historie vysílání
Ve Spojených státech měl seriál premiéru 23. března 2012 na stanicích Disney Channel a Disney Junior. S premiérou 6. září 2013 téhož roku objednal Disney druhou sezónu, třetí sezónu s premiérou 2. listopadu 2014, a 5. srpna 2015 šla na obrazovky premiéra čtvrté řady. 16. listopadu 2016 se na Disney Junior rozhodlo již o páté řadě seriálu.
V Kanadě seriál běžel na kanálu Canadian Disney Junior od 8. dubna 2012, stejně tak se vysílá v mnoha dalších zemích, kde je také dabován.

## Vysílání
| Řada | Díly | Premiéra v USA    | Premiéra v USA | Premiéra v ČR    | Premiéra v ČR  |
| Řada | Díly | První díl         | Poslední díl   | První díl        | Poslední díl   |
| ---- | ---- | ----------------- | -------------- | ---------------- | -------------- |
| 1    | 26   | 23. března 2012   | 3. května 2013 | 25. srpna 2014   | 26. září 2014  |
| 2    | 37   | 6. září 2013      | 12. září 2015  | 14. března 2016  | 3. května 2016 |
| 3    | 29   | 2. července 2015  | 25. dubna 2016 | 22. března 2017  | 1. května 2017 |
| 4    | 28   | 29. července 2016 | 2. března 2018 | 4. prosince 2018 | 10. ledna 2019 |
| 5    | 16   | 26. října 2018    | 18. dubna 2020 | bude oznámeno    | bude oznámeno  |